# History of Britain
The History of Britain, that Part especially now called England; from the first traditional Beginning, continued to the Norman Conquest. Collected out of the antientest and best Authours thereof (Nederlands: De Historie van Brittannië, in het bijzonder dat Deel dat nu Engeland heet; vanaf het eerste traditionele Begin, vervolgd tot en met de Normandische Verovering. Verzameld uit de beste en oudste Auteurs daarvan), is een prozawerk van de Engelse dichter John Milton en werd uitgebracht in 1670. Milton, die tijdens de Engelse Burgeroorlog de revolutionairen steunde, mengde geschiedenis, gebaseerd op uiteenlopende bronnen, met commentaar op de herstelde monarchie. Hij gaf toe dat veel van zijn bronnen onbetrouwbaar waren, maar verdedigde zijn gebruik van populaire fabeltjes: "Al dienen ze voor niets anders dan voor gebruik door onze Engelse dichters en redenaars, die zullen weten hoe ze goed te gebruiken."
Milton begon in 1649 met werken aan de History of Britain, rondde vier boeken af in de eerste fase en ging daarna door in de jaren 50 met de volgende twee boeken. De History of Britain werd voor het eerst gedrukt in 'The Rose and Crown' in St. Paul's Churchyard.

## Inhoud
De zes boeken hebben in de gratis onlineversie geen titels. De onderstaande titels geven enkel een idee van de inhoud.
- Boek I - Oudheid (tot ca. 100)
- Boek II - De Brits-Romeinse tijd (ca. 100-400)
- Boek III - Opkomst van de Angelsaksen (ca. 400-500)
Latere edities bevatten een verhandeling over de relatie tussen parlement en de kroon.
- Boek IV - De zeven Saksische koninkrijken (ca. 500-850)
- Boek V - De eenwording van Engeland van Egbert tot Edgar (ca. 800-975)
- Boek VI - Van Eduard tot Harold (ca. 975 - 1050)

## Edities
- Eerste editie 1670
- Tweede editie 1677 of 1678
- Derde editie 1695
- Vierde editie 1818